# بريدراج ماركوفيتش
بريدراج ماركوفيتش (بالسيريلية الصربية: Предраг Марковић) (و. 1955 – م) هو صحفي، وكاتب، ومؤرخ صربي، شغل سابقا منصب رئيس صربيا والجبل الأسود.